# Metro (journal belge)
Pour les articles homonymes, voir Metro.
Metro Belgique est, jusqu'à son arrêt, le seul quotidien d'information gratuit du pays. Il tire quotidiennement à 230 000 exemplaires en 2019. 
Il annonce en octobre 2023 arrêter ses activités.

## Historique
Lancé conjointement le 3 octobre 2000 par le groupe Rossel, le groupe Roularta et le groupe RUG (une filiale de Concentra Media (nl))[réf. nécessaire], le journal Metro se donnait pour mission « de résumer l’actualité nationale et internationale en environ 140 articles par jour » et ainsi « d’occuper les jeunes… et les moins jeunes pendant 20 minutes, soit le temps moyen d’un trajet. »[réf. non conforme].
Depuis le retrait du groupe Mediahuis à la fin de 2020, qui avait vendu le solde de ses actions (50 %) dans la société éditrice Mass Transit Media (MTM), le groupe Rossel en était devenu l'éditeur et principal actionnaire.
Rossel a invoqué des revenus publicitaires trop faibles pour motiver l'arrêt du journal, conséquence de la crise du Covid-19. La pandémie, époque définie par les confinements et le télétravail, a inévitablement eu un impact plus important sur Metro, dont le modèle économique reposait uniquement sur la pub et la diffusion via les gares, campus universitaires et entreprises.
Distribué dans deux des trois langues nationales (français et néerlandais) avec respectivement un logo vert et un logo bleu, il était également disponible sur Internet.